# Blåtjärnen (Tärna socken, Lappland)
Blåtjärnen är en sjö i Storumans kommun i Lappland och ingår i Umeälvens huvudavrinningsområde. Sjön har en area på 0,0616 kvadratkilometer och ligger 539,7 meter över havet.

## Delavrinningsområde
Blåtjärnen ingår i det delavrinningsområde (725957-154139) som SMHI kallar för Utloppet av Flakaträsket. Medelhöjden är 547 meter över havet och ytan är 4,4 kvadratkilometer. Räknas de 2 avrinningsområdena uppströms in blir den ackumulerade arean 20,38 kvadratkilometer. Krokbäcken som avvattnar avrinningsområdet har biflödesordning 3, vilket innebär att vattnet flödar genom totalt 3 vattendrag innan det når havet efter 323 kilometer. Avrinningsområdet består mestadels av skog (71 procent) och sankmarker (10 procent). Avrinningsområdet har 0,68 kvadratkilometer vattenytor vilket ger det en sjöprocent på 15,5 procent.